# Transformatorenhäuschen (Anzefahr)

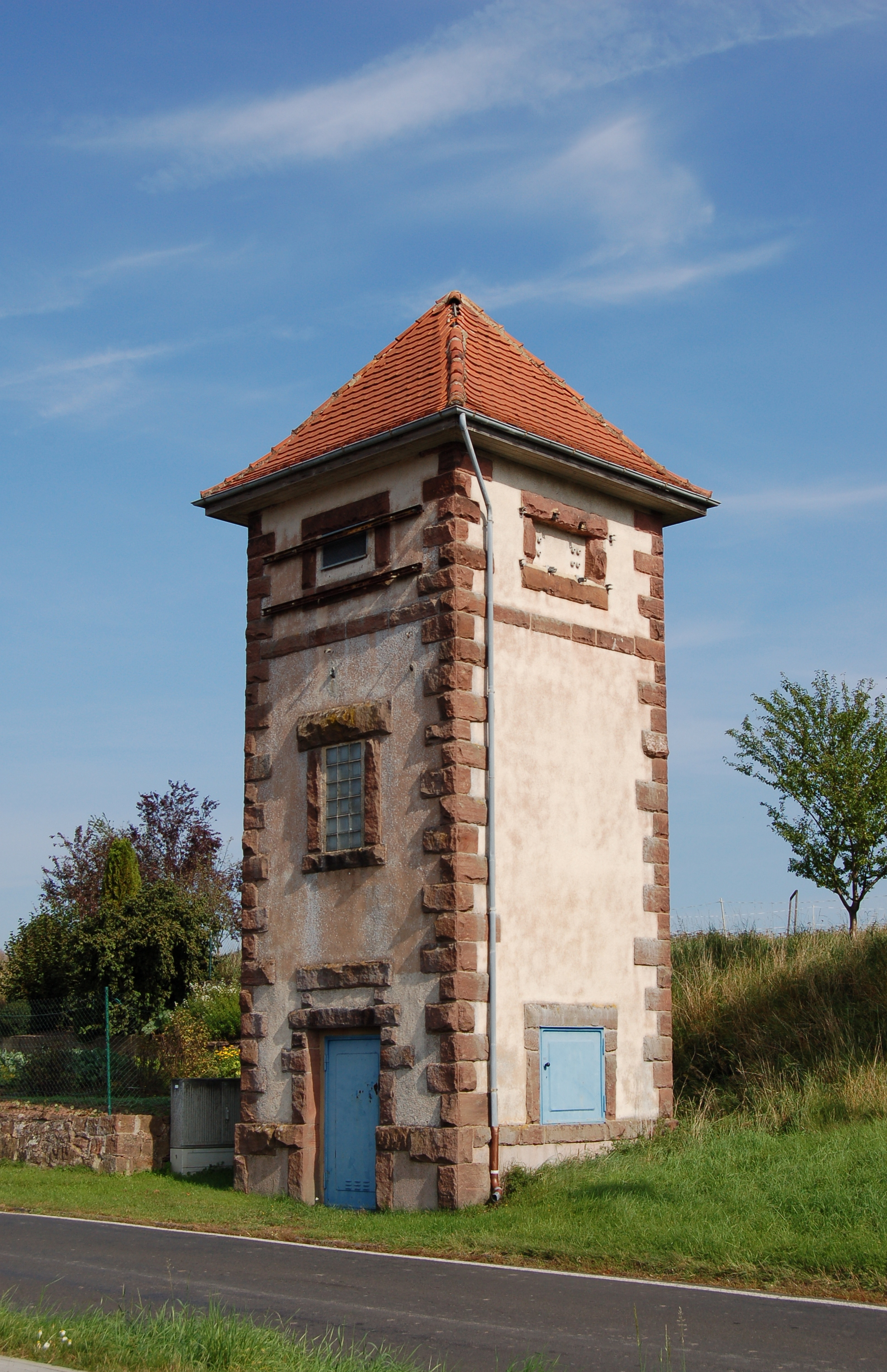
Transformatorenhäuschen (2011)

Das Transformatorenhäuschen an der Sindersfelder Straße in Anzefahr, einem Ortsteil der hessischen Stadt Kirchhain im Landkreis Marburg-Biedenkopf, ist eine ehemalige Transformatorenstation.
Die zeltbedachte Turmstation wurde im ersten Viertel des 20. Jahrhunderts erbaut, um den Ort an das Stromnetz anzuschließen. Das Gebäude ist gemauert und verputzt, die Ecken sind ebenso wie Fensterfassungen und Gesimse mit Sandsteinquadern gestaltet.
Das Transformatorenhäuschen steht aufgrund seiner Funktion „als Zeuge für den Beginn der Elektrifizierung auf dem Lande“ unter Denkmalschutz.